# قطعنامه ۱۵۱۹ شورای امنیت
قطعنامه  ۱۵۱۹ شورای امنیت سازمان ملل متحد که در تاریخ ۱۶ دسامبر ۲۰۰۳ تصویب شد، سندی بین‌المللی دربارهٔ بررسی وضعیت در سومالی است. این قطعنامه طی نشست ۴۸۸۵ام با ۱۵ رای موافق، ۰ مخالف و ۰ ممتنع تصویب شد.